# Эстремадурский язык
Эстремаду́рский язык (исп. Idioma extremeño, самоназвание: Lengua estremeña) — иберо-романский идиом астуро-леонского языкового ареала, употребляющийся на северо-западе автономного сообщества Эстремадура и на юго-западе провинции Саламанка автономного сообщества Кастилия-Леон. Представляет собой диалект или группу диалектов, не имеющих стандартной нормы, близких леонскому и астурийскому языкам. Нередко термин extremeño используется как собирательное название всех романских наречий на территории Эстремадуры. Термин «эстремадурские» применяется также по отношению к диалектам, относящимся к южнокастильской группе, которые распространены на большей части Эстремадуры.

## Распространение
На эстременьо в узком смысле этого слова говорят жители сельских районов северо-запада Эстремадуры. В городах наречие практически не используется и даже в сёлах постепенно вытесняется испанским литературным языком. Точное количество носителей неизвестно, вероятно, составляет несколько десятков тысяч, в основном людей старшего поколения, плюс какое-то количество билингвов, в том числе среди молодёжи, которые хорошо понимают эстремадурский, но не используют сами.

## Классификация
Крупнейшие лингвисты (включая Менендеса Пидаля), исследовавшие диалект, относили его к астурлеонскому диалектному континууму. Вероятно, наречие было принесено в Эстремадуру во время Реконкисты, когда территория была заселена выходцами из Королевства Леон, говорившими на старолеонском диалекте. В южных и центральных районах Эстремадуры получили распространение говоры, близкие к андалузскому диалекту испанского языка, хотя в результате долгих контактов верхне- и нижнеэстремадурских наречий произошло их значительное взаимопроникновение и граница размыта.

## Языковые особенности

### Фонетика
- Палатализация -l- которое произносится как -ll-
- Превращение концевых -e- и -o- соответственно в -i- и -u-
- сохранение начальной латинской -f- , в некоторых случаях превращающейся в -j- , в испанском языке трансформировавшихся в немую -h- (эстр. fogal — исп. hogar)
- сохранение латинских дифтонгов и развитие собственных (lombal, duelu — исп. lomar, dolo)
- смешение альвеолярных -l- и -r-

### Морфология
- Образование уменьшительной формы при помощи суффикса -inu, в отличие от кастильского -ito (эстр. gatinu — каст. gatita)

### Лексика
В верхнеэстремадурском наречии представлен значительный пласт лексики, отсутствующей в испанском литературном языке. Частично эта лексика общая для всех астурлеонских говоров, присутствуют кроме того архаизмы, заимствования из мосарабского и португальского языков и собственные, типично эстремадурские слова и выражения.

## Использование языка
Престиж эстремадурского был традиционно очень низким, язык рассматривался как простонародное крестьянское наречие, и в течение долгого времени не было попыток использовать его в литературе. Одну из первых таких попыток сделал известный поэт из Эстремадуры Габриэль-и-Галан. Его известность и общее развитие регионального патриотизма и интереса к народной речи в Испании привели к появлению других литературных произведений на эстременьо. Однако в целом поднять его до уровня полноценного литературного языка не получилось. Помимо традиционно низкого престижа этому препятствовала диалектная раздробленность внутри самой провинции, существенные различия между верхне- и нижнеэстремадурскими говорами. В XX веке поэт и журналист Луис Чамисо предпринял попытку создать некий усреднённый языковой стандарт, пригодный для всех эстремадурцев, однако его проект языка (castuo) широкого распространения не получил. В настоящее время правительство Эстремадуры предпочитает игнорировать языковые особенности провинции, однако существует ряд общественных организаций, пытающихся сохранить эстременьо. Существуют сайты и блоги на эстременьо, издаётся интернет-журнал Belsana, защитой языка занимается организация Asociación Cultural «Patrimonio Lingüístico Extremeño».

## Эстремадурская Википедия
Существует раздел Википедии на эстремадурском языке («Эстремадурская Википедия»), первая правка в нём была сделана в ? году. По состоянию на 14:15 (UTC) 16 июля 2025 года раздел содержит 3922 статьи (общее число страниц — 8909); в нём зарегистрировано 19 096 участников, один из них имеет статус администратора; 24 участника совершили какие-либо действия за последние 30 дней; общее число правок за время существования раздела составляет 136 391.